# Pico Corre Água
O Pico Corre Água é uma elevação portuguesa localizada no concelho de São Roque do Pico, ilha do Pico, arquipélago dos Açores.
Este acidente geológico tem o seu ponto mais elevado a 819 metros de altitude acima do nível do mar.
Nas imediações desta formação geológica encontra-se a Cova da Barreira, o Curral Queimado, o Portal da Fonte e a Lagoa da Barreira, além de passar o curso de água da Ribeira da Fonte, da Ribeira da Lima da Ribeirinha, a Ribeira do Mariano e a Ribeira das Fetais.